# Bisamberg
Bisamberg er en by og kommunen i distriktet Korneuburg i Østrig med omkring 4.500 indbyggere. Den ligger omkring 5 km nordøst for Wien og er en del af Weinviertel i Niederösterreich. Bisamberg dækker omkring 10,71 kvadratkilometer, hvoraf 24,43 % er skov. Byen ligger for foden af det 359 meter høje bjerg Bisamberg.